# Farid Díaz
Farid Alfonso Díaz Rhenals (Agustín Codazzi, Cesar, 20 de julio de 1983) es un exfutbolista y entrenador colombiano. Jugaba de lateral izquierdo. Fue convocado al mundial de Rusia 2018 con la selección de fútbol de Colombia.
El 15 de enero de 2022, anunció su retiro del fútbol profesional a través de las redes sociales. Dos días más tarde, fue anunciado como nuevo entrenador del Equipo Azul de la Primera C colombiana en reemplazo de Armando Carrillo. La primera semana de agosto se comunica que no seguirá en el club tras 15 partidos en los que sumó 11 victorias, 2 empates y 2 derrotas.
En un homenaje por su legado en 2025 fue renombrado el Estadio Municipal de Agustín Codazzi como Estadio Farid Díaz Rhenals.

## Selección nacional
El 24 de marzo de 2016 realizó su debut con la Selección Colombia en la categoría de mayores frente a la Selección de Bolivia con victoria 2-3 en La Paz. El 29 de marzo jugó los 90 minutos en la victoria 3-1 sobre Ecuador por las Eliminatorias Rusia 2018.
El 14 de mayo de 2018 fue incluido por el entrenador José Pekerman en la lista preliminar de 35 jugadores para disputar la Copa Mundial de Fútbol de 2018.
El 9 de junio de 2018 fue convocado a la selección colombiana para la Copa Mundial de Fútbol de 2018 debido a la lesión de Frank Fabra.

### Participaciones enCopas del Mundo
| Mundial               | Sede  | Resultado        | PJ                           | GA | Asis |
| --------------------- | ----- | ---------------- | ---------------------------- | -- | ---- |
| Mundial de Rusia 2018 | Rusia | Octavos de final | 0 (4 partidos como suplente) | 0  | 0    |

### Participaciones enEliminatorias al Mundial
| Eliminatoria                        | Sede del Mundial | Posición      | Resultado   | PJ | GA | Asis |
| ----------------------------------- | ---------------- | ------------- | ----------- | -- | -- | ---- |
| Eliminatorias Mundial de Rusia 2018 | Rusia            | 4°lugar 27pts | Clasificado | 8  | 0  | 0    |

### Participaciones enCopas América
| Torneo                  | Sede           | Resultado    | PJ | GA | Asis |
| ----------------------- | -------------- | ------------ | -- | -- | ---- |
| Copa América Centenario | Estados Unidos | Tercer lugar | 3  | 0  | 0    |

## Clubes

### Como jugador
| Club                 | País     | Año         |
| -------------------- | -------- | ----------- |
| Atlético Bucaramanga | Colombia | 2003 - 2006 |
| Deportivo Rionegro   | Colombia | 2006        |
| La Equidad           | Colombia | 2007        |
| Envigado F. C.       | Colombia | 2008 - 2009 |
| Deportivo Pereira    | Colombia | 2010        |
| Envigado F. C.       | Colombia | 2011        |
| Atlético Nacional    | Colombia | 2012 - 2017 |
| Club Olimpia         | Paraguay | 2017 - 2018 |
| Valledupar F. C.     | Colombia | 2018        |
| Alianza Petrolera    | Colombia | 2019        |
| Nacional             | Paraguay | 2020 - 2022 |

### Como entrenador
| Club               | País     | Año  |
| ------------------ | -------- | ---- |
| Equipo Azul        | Colombia | 2022 |
| Atlético Aracataca | Colombia | 2024 |
| Codazzi fc         | Colombia | 2023 |

## Estadísticas como jugador
| Club                            | Temporada           | Liga  | Liga  | Copa Nacional | Copa Nacional | Copa Internacional | Copa Internacional | Total | Total |
| Club                            | Temporada           | Part. | Goles | Part.         | Goles         | Part.              | Goles              | Part. | Goles |
| ------------------------------- | ------------------- | ----- | ----- | ------------- | ------------- | ------------------ | ------------------ | ----- | ----- |
| Atlético Bucaramanga · Colombia | 2003/06             | 79    | 0     | -             | -             | -                  | -                  | 79    | 0     |
| Atlético Bucaramanga · Colombia | Total               | 79    | 0     | 0             | 0             | 0                  | 0                  | 79    | 0     |
| Deportivo Rionegro · Colombia   | 2006                | 18    | 3     | -             | -             | -                  | -                  | 18    | 3     |
| Deportivo Rionegro · Colombia   | Total               | 18    | 3     | 0             | 0             | 0                  | 0                  | 18    | 3     |
| La Equidad · Colombia           | 2007                | 3     | 0     | -             | -             | -                  | -                  | 3     | 0     |
| La Equidad · Colombia           | Total               | 3     | 0     | 0             | 0             | 0                  | 0                  | 3     | 0     |
| Envigado F. C. · Colombia       | 2008                | 35    | 0     | 0             | 0             | -                  | -                  | 35    | 0     |
| Envigado F. C. · Colombia       | 2009                | 45    | 0     | 0             | 0             | -                  | -                  | 45    | 0     |
| Envigado F. C. · Colombia       | 2011                | 36    | 0     | 0             | 0             | -                  | -                  | 36    | 0     |
| Envigado F. C. · Colombia       | Total               | 116   | 0     | 0             | 0             | 0                  | 0                  | 116   | 0     |
| Deportivo Pereira · Colombia    | 2010                | 27    | 0     | 0             | 0             | -                  | -                  | 27    | 0     |
| Deportivo Pereira · Colombia    | Total               | 27    | 0     | 0             | 0             | 0                  | 0                  | 27    | 0     |
| Atlético Nacional · Colombia    | 2012                | 23    | 0     | 14            | 0             | 7                  | 0                  | 44    | 0     |
| Atlético Nacional · Colombia    | 2013                | 40    | 0     | 13            | 0             | 6                  | 0                  | 59    | 0     |
| Atlético Nacional · Colombia    | 2014                | 28    | 1     | 10            | 0             | 20                 | 0                  | 58    | 1     |
| Atlético Nacional · Colombia    | 2015                | 41    | 0     | 3             | 0             | 5                  | 0                  | 49    | 0     |
| Atlético Nacional · Colombia    | 2016                | 9     | 1     | 3             | 0             | 26                 | 0                  | 38    | 1     |
| Atlético Nacional · Colombia    | 2017                | 14    | 0     | 0             | 0             | 7                  | 0                  | 19    | 0     |
| Atlético Nacional · Colombia    | Total               | 155   | 2     | 43            | 0             | 71                 | 0                  | 269   | 2     |
| Club Olimpia Paraguay           | 2017                | 11    | 0     | -             | -             | 1                  | 0                  | 12    | 0     |
| Club Olimpia Paraguay           | 2018                | 16    | 0     | -             | -             | 4                  | 0                  | 20    | 0     |
| Club Olimpia Paraguay           | Total               | 27    | 0     | 0             | 0             | 5                  | 0                  | 32    | 0     |
| Valledupar F. C. · Colombia     | 2018                | 8     | 0     | -             | -             | -                  | -                  | 8     | 0     |
| Valledupar F. C. · Colombia     | Total               | 8     | 0     | 0             | 0             | 0                  | 0                  | 8     | 0     |
| Alianza Petrolera · Colombia    | 2019                | 43    | 0     | -             | -             | -                  | -                  | 43    | 0     |
| Alianza Petrolera · Colombia    | Total               | 43    | 0     | 0             | 0             | 0                  | 0                  | 43    | 0     |
| Nacional Asunción Paraguay      | 2020                | 17    | 0     | -             | -             | 2                  | 0                  | 19    | 0     |
| Nacional Asunción Paraguay      | 2021                | 26    | 0     | -             | -             | 1                  | 0                  | 27    | 0     |
| Nacional Asunción Paraguay      | Total               | 43    | 0     | 0             | 0             | 3                  | 0                  | 46    | 0     |
| Total en su carrera             | Total en su carrera | 435   | 2     | 43            | 0             | 79                 | 0                  | 557   | 5     |

## Estadistíca como entrenador
| Equipo                 | Torneo            | Partidos | Partidos | Partidos | Partidos | Goles | Goles | Goles |
| Equipo                 | Torneo            | PJ       | PG       | PE       | PP       | GF    | GC    | DG    |
| ---------------------- | ----------------- | -------- | -------- | -------- | -------- | ----- | ----- | ----- |
| Equipo Azul · Colombia |                   |          |          |          |          |       |       |       |
| Primera C 2022         | 15                | 11       | 2        | 2        | 25       | 10    | (+15) |       |
| Total club             | 15                | 11       | 2        | 2        | 25       | 10    | (+15) |       |
| Consolidado Total      | Consolidado Total | 15       | 11       | 2        | 2        | 25    | 10    | (+15) |

## Palmarés

### Títulos nacionales
| Título                | Club              | País     | Temporada |
| --------------------- | ----------------- | -------- | --------- |
| Superliga de Colombia | Atlético Nacional | Colombia | 2012      |
| Copa Colombia         | Atlético Nacional | Colombia | 2012      |
| Categoría Primera A   | Atlético Nacional | Colombia | 2013-I    |
| Copa Colombia         | Atlético Nacional | Colombia | 2013      |
| Categoría Primera A   | Atlético Nacional | Colombia | 2013-II   |
| Categoría Primera A   | Atlético Nacional | Colombia | 2014-I    |
| Categoría Primera A   | Atlético Nacional | Colombia | 2015-I    |
| Superliga de Colombia | Atlético Nacional | Colombia | 2016      |
| Copa Colombia         | Atlético Nacional | Colombia | 2016      |
| Categoría Primera A   | Atlético Nacional | Colombia | 2017-I    |
| Primera División      | Olimpia           | Paraguay | 2018-A    |

### Títulos internacionales
| Título              | Club              | País     | Temporada |
| ------------------- | ----------------- | -------- | --------- |
| Copa Libertadores   | Atlético Nacional | Colombia | 2016      |
| Recopa Sudamericana | Atlético Nacional | Colombia | 2017      |

### Distinciones individuales
| Distinción                                       | Año  |
| ------------------------------------------------ | ---- |
| Parte del Equipo Ideal de la Categoría Primera A | 2015 |
| Parte del Equipo Ideal de la Categoría Primera A | 2016 |
| Parte del Equipo Ideal de América                | 2016 |